# Hlyboke (Boryspil)
Hlyboke (ukrainisch Глибоке; russisch Глубокое Glubokoje) ist ein Dorf in der ukrainischen Oblast Kiew mit etwa 2400 Einwohnern (2020).

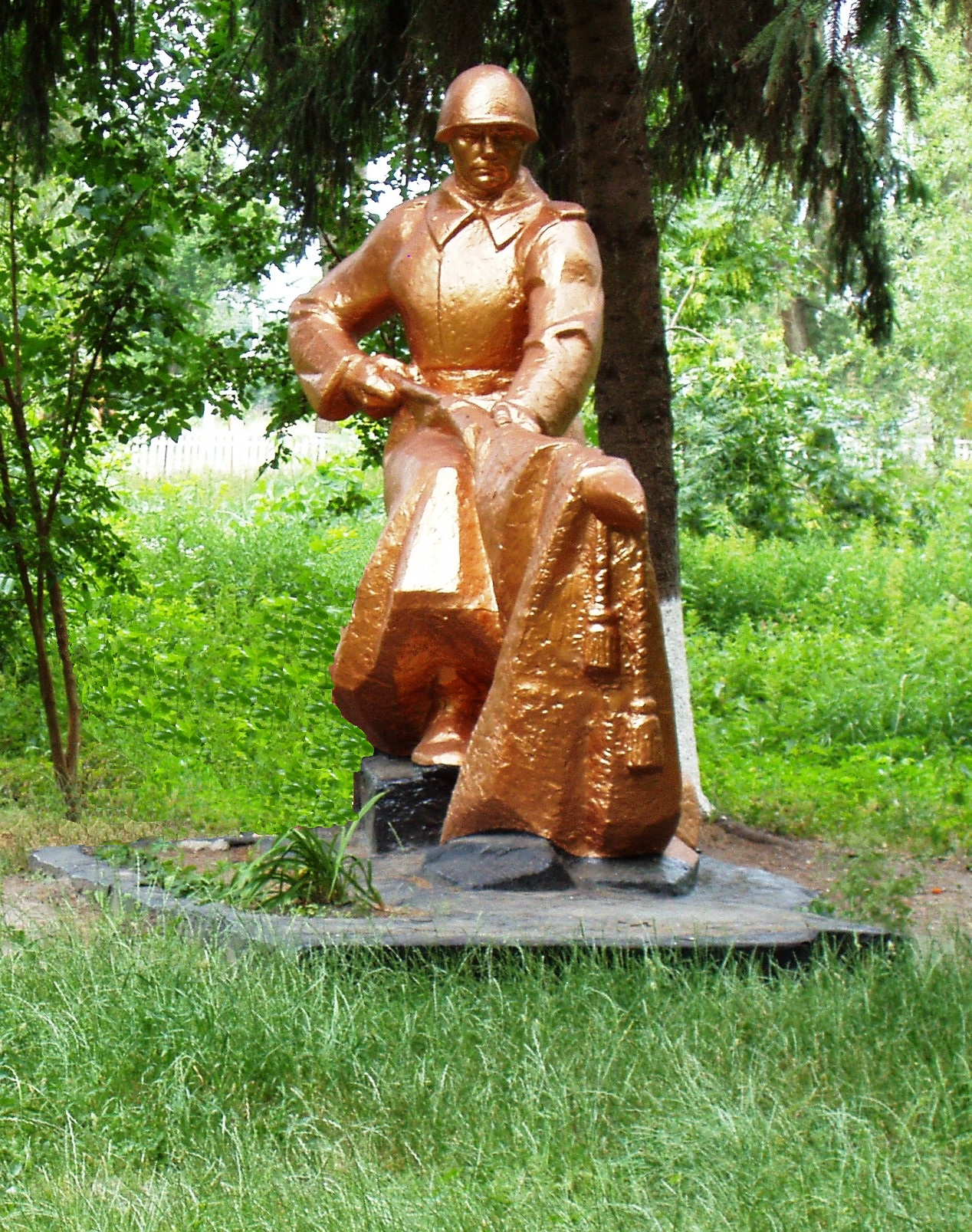
Kriegerdenkmal im Dorf

Das zu Beginn des 16. Jahrhunderts erstmals schriftlich erwähnte Dorf, weitere Quellen nennen die Jahre 1629 und 1630 liegt 10 km südlich vom Rajonzentrum Boryspil und 45 km südöstlich der ukrainischen Hauptstadt Kiew.
Durch das Dorf verläuft die Territorialstraße T–10–16.
Am 12. Juni 2020 wurde das Dorf ein Teil der neugegründeten Stadtgemeinde Boryspil, bis dahin bildete es zusammen mit dem Dorf Horodyschtsche (Городище) die gleichnamige Landratsgemeinde Hlyboke (Глибоцька сільська рада/Hlybozka silska rada) im Zentrum des Rajons Boryspil.